# Volksbank Achern
Die Volksbank Achern eG war eine deutsche Genossenschaftsbank mit Sitz in Achern in Baden-Württemberg. Sie rangierte 2015 auf Platz 214 der 1.019 Genossenschaftsbanken in Deutschland.
Im Jahr 2016 verschmolz sie mit der Volksbank Offenburg zur Volksbank in der Ortenau.

## Mitgliedschaft
Die Volksbank Achern wurde als Genossenschaftsbank von ihren rund 19.000 Mitgliedern getragen. Hauptzweck der Genossenschaft war die wirtschaftliche Förderung und Betreuung ihrer Mitglieder (§ 2 der Satzung). Gemäß Satzung wählten die Mitglieder im vierjährigen Turnus aus ihren Reihen Vertreter (je 30 Mitglieder ein Vertreter). Die Vertreterversammlung tagte jährlich.

## Organe
Die Volksbank Achern eG war eine eingetragene Genossenschaft. Ihr höchstes Organ war die Vertreterversammlung, welche den Aufsichtsrat wählte.

## Genossenschaftliche Finanzgruppe
Die Bank war Teil der genossenschaftlichen Finanzgruppe Volksbanken Raiffeisenbanken und Mitglied beim Bundesverband der Deutschen Volksbanken und Raiffeisenbanken (BVR) sowie dessen Sicherungseinrichtung.
- DZ BANK
- DG Hyp
- Münchener Hypothekenbank
- WL BANK
- Bausparkasse Schwäbisch Hall
- R+V Versicherung
- Union Investment Gruppe
- VR Leasing Gruppe
- easy Credit (Teambank)
- DZ Privatbank

## Geschäftsgebiet

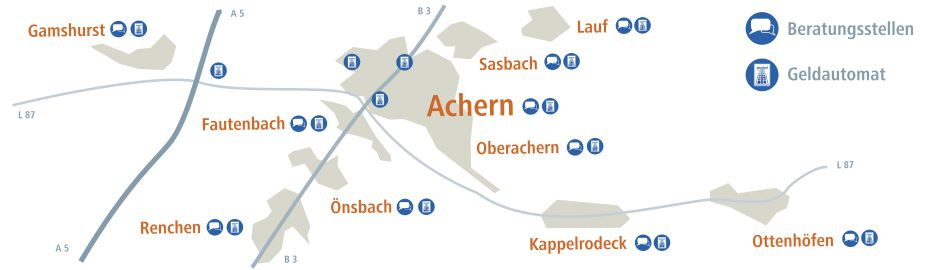
Geschäftsgebiet der Volksbank Achern

Das Geschäftsgebiet der Bank erstreckte sich im Ortenaukreis über den Raum der Stadt Achern, die Stadt Renchen, die Gemeinden Lauf und Sasbach sowie das Achertal.

## Geschäftsfelder
Die Geschäftsfelder der Bank umfassten das Firmen- und Privatkundengeschäft. Die Organisation der Bank gliederte sich in die Bereiche Unternehmenskunden, Gewerbekunden und Freie Berufe, Privatkundengeschäft, Vermögensmanagement, Immobilienfinanzierung und -vermittlung sowie Zahlungssysteme. Zudem betrieb die Volksbank Achern ein eigenes Reisebüro.

## Geschichte

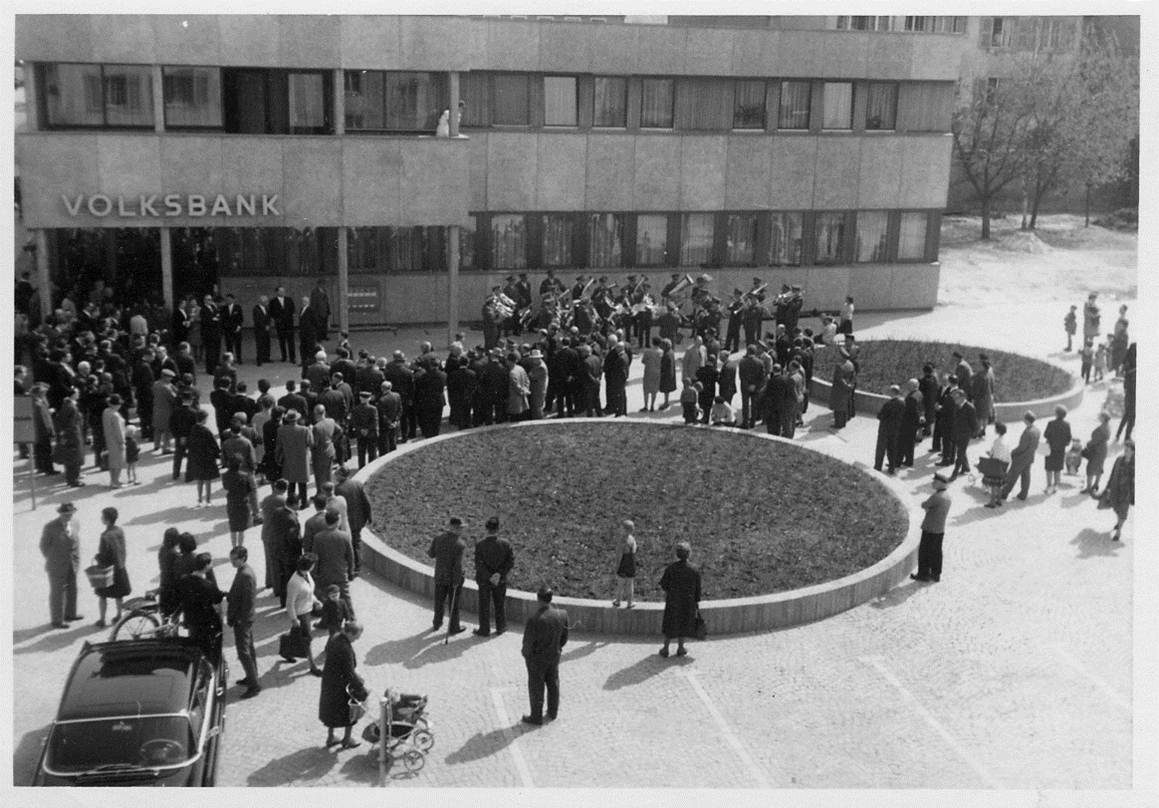
Eröffnung des neuen Hauptgebäudes im Jahr 1964

Im März 1868 kamen unter der Führung von Oberamtmann von Feder 61 Männer zusammen, um über die Gründung eines „Vorschuss- und Kreditvereins für den Amtsbezirk Achern“ zu beraten. Am 20. Juni 1868 wurde die Gründungsversammlung einberufen und in dieser die Regularien festgelegt.
Am 1. Oktober 1910 wurde das erste eigene Bankgebäude bezogen. Im Jahr 1924 überschritt die Bilanzsumme erstmals die Millionengrenze und der Bank gehörten 613 Mitglieder an. Zehn Jahre später wurde die erste Zweigstelle in Renchen eröffnet. Zudem fand die Umbenennung in die „Volksbank Achern eGmbH“ statt.
Im Jahr 1960 erreichte die Bilanzsumme die 10-Millionen-DM-Grenze, und die Volksbank hatte 837 Mitglieder. Im Jahr 1964 wurde das neue Bankgebäude am heutigen Standort in der Hauptstraße bezogen. In diese Zeit fielen auch die Eröffnungen der Bankstellen in Sasbachwalden und Oberachern.
Die Bilanzsumme betrug zum Jahresende 1968 24,9 Millionen DM, die Zahl der Mitglieder stieg auf 1282. Die Jahre 1970 bis 1982 waren geprägt durch viele Fusionen mit umliegenden Genossenschaften sowie der Umfirmierung in die „Volksbank-Raiffeisenbank Achern eG“. Im Jahr 1985 wurden die Umbaumaßnahmen am Hauptgebäude fertiggestellt. Gleichzeitig wurde der erste Geldautomat in Betrieb genommen. Die Bank hatte zum Jahresende 1985 eine Bilanzsumme von 336,9 Millionen DM und 7.488 Mitglieder. Auf das 125-jährige Jubiläum 1993 folgten in den Jahren 1998 und 1999 die Fusionen mit der Spar- und Kreditbank Raiffeisenbank eG Ottenhöfen und der Volksbank Sasbach eG. Im Jahr 2006 wurden erneute Umbaumaßnahmen am Hauptgebäude fertiggestellt.